# Kawalerowie
Kawalerowie (ang. Cavaliers) – rojaliści, zwolennicy króla Karola podczas angielskiej wojny domowej w XVII wieku.
W przeciwieństwie do wielu żołnierzy wojsk parlamentu (pogardliwie zwanych „okrągłogłowymi”) nosili na ogół długie włosy, zgodnie z modą panującą wśród szlachty zachodnioeuropejskiej. Szydercza nazwa nadana im przez przeciwników miała negatywnie podkreślać ich pochodzenie.